# Lidija Gačnik Gombač
Lidija Gačnik-Gombač, slovenska pesnica, pisateljica in prevajalka, * 20. junij 1961, Ljubljana.
Slavistiko in ruščino je doštudirala na Filozofski fakulteti v Ljubljani, kasneje pa se je zaposlila kot knjižničarka v Mariborski knjižnici.
V letih 2002 in 2003 je bila članica komisije za Jenkovo nagrado pri Društvu slovenskih pisateljev, med leti 2009 in 2012 pa članica žirije za viteza / vitezinjo pesniškega turnirja v organizaciji založbe Pivec.

#### Soavtorstvo
- Pesmi dolenjske dežele (1984)
- Življenje ve za pot (1984)
- Pisatelji za demokracijo (1989)
- Trampolin (1999).